# 야브네

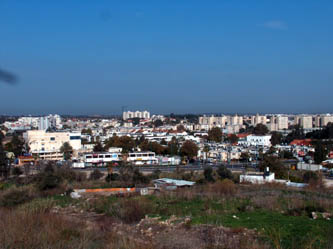
야브네 시가지

야브네(Yavne, 히브리어: יַבְנֶה, 아랍어: يبنة, Yibnah)는 이스라엘 중부 구에 위치한 도시로, 면적은 10.7km2, 인구는 33,000명(2009년 기준)이다.

시 문장

## 역사
로마 제국 시대에 얌니아(고대 그리스어: Ἰαμνία)라는 이름으로 불렸으며, 제2성전이 파괴된 뒤 요하난 벤 자카이와 가말리엘 2세가 유대교의 회복과 재건에 힘쓴 장소였다. 십자군 원정 시대에는 이벨린(Ibelin)이라고 불렀고 예루살렘 왕국의 지배 하에 있던 시기에 요새가 건설되었다. 한때 살라딘이 이끄는 군대에 점령되기도 했지만 1241년 조약이 체결되면서 예루살렘 왕국에 반환되었다.
영화 킹덤 오브 헤븐의 발리앙 이벨린의 영지인 곳이다. 그의 영지는 예루살렘 탈환 후에도 인정되었다.
1948년 아랍권 국가 및 이란, 유럽 등지에서 온 유대인들을 위한 임시 수용소가 설립되었으며, 1949년부터 계획 도시로 지정되었고 1970년대 이후 텔아비브의 위성 도시로 발전하였다.

## 같이 보기
- 얌니아 회의